# Колыбельная (фильм, 2010)
Колыбельная (пол. Kołysanka) — польский художественный фильм, снятый в 2010 году в жанре чёрной комедии режиссёром Юлиушем Махульским.
Первый польский фильм о вампирах.

## Сюжет
Действие фильма происходит в небольшой мазурской деревне, в которой поселяется странная семья Макаревичей: родители с четырьмя детьми и дед, старейшина рода. После этого в окрестностях начинают пропадать люди, и местный староста приступает к расследованию происходящего. Все следы ведут к дому, где проживает семья вампиров Макаревичей, занимающихся для отвода глаз изготовлением сувениров с народными орнаментами. Семья похищает одного за другим то священника, то женщину, занятую социальным обеспечением, то прибывших телевизионщиков, немца с переводчицей, почтальона, полицейского.
Описание № 2:
Семейство Макаревич переезжает в небольшой городок, расположенный в польской глубинке. Местные жители давно знают друг друга и, конечно же, проявляют интерес к новым соседям. Однако, семья очень сильно отличается от здешних людей, поскольку все её члены не особо приветливы и дружелюбны. Горожане всеми силами пытаются подружиться с ними, даже не подозревая, что у их новый соседей тоже есть небывалый интерес к ним. Правда, местные жители интересуют семью лишь в качестве пищи, поскольку все её члены являются настоящими вампирами. Каждый, кто зашёл к ним в гости, так и не вышел обратно, вот только в маленьком городке пропажа местных жителей не может оставаться незамеченной.
Фильм заканчивается, когда Макаревичи переезжают в Варшаву.
Макаревичи — польский аналог семейки Аддамсов.

## В ролях
- Роберт Венцкевич — Михал Макаревич
- Малгожата Бучковская — Божена, жена Макаревича
- Януш Хабьор — дед Макаревич
- Кшиштоф Стельмачук — староста
- Катажина Квятковская — сотрудник полиции
- Пшемыслав Блущ — Новак
- Илона Островская — режиссёр ТВ
- Михал Зелинский — священник
- Кшиштоф Кершновский — сторож дома Макаревичей
- Эва Зентек — пани Катажина
- Антони Павлицкий
- Ян Мончка — немец
- Александра Кисьо — Агата, переводчица
- Мацей Марчевский — врач
- Филип Очинский — Войтек Макаревич, сын
- Яцек Коман — почтальон

## Награды и номинации
В 2010 году фильм номинировался в 4-х конкурсных программах польской кинопремии «Złote Kaczki» на:
- лучший фильм сезона 2009/2010 (Юлиуш Махульский),
- лучший актёр сезона 2009/2010 (Роберт Венцкевич)
- лучший оператор сезона 2009/2010 (Аркадиуш Томя)
- лучший сценарист сезона 2009/2010 (Адам Добжинский)

Кроме того, в том же году фильм номинировался на премию «Złote Lwy».